# Jordbävningen i Egypten 1995
Jordbävningen i Egypten 1995 uppmättes till magnituden 7,1 då den inträffade den 22 november 1995 klockan 04:15 lokal tid, i östra Egypten. Minst 8 personer dödades och 30 skadades i regionens epicentrum. Skador orsakades i många delar av nordöstra Egypten, så långt bort som i Kairo. En person dödades och två skadades lindrigt vid Al Bad, Saudiarabien. Vissa skador skedde också i Jerusalem, Israel och Aqaba, Jordanien. Jordbävningen kändes också i Irak.

### Fotnoter
1. ↑  USGS Arkiverad 8 juni 2011 hämtat från the Wayback Machine.